# Alectra schoenfelderi
Alectra schoenfelderi là loài thực vật có hoa thuộc họ Cỏ chổi. Loài này được Dinter & Melch. mô tả khoa học đầu tiên năm 1941.